# Palaua camanensis
Palaua camanensis är en malvaväxtart som beskrevs av R. Ferreyra och M. Chanco. Palaua camanensis ingår i släktet Palaua och familjen malvaväxter. Inga underarter finns listade i Catalogue of Life.